# 후루카와바시역
후루카와바시역(일본어: 古川橋駅)은 일본 오사카부 가도마시에 위치한 게이한 전기철도 게이한 본선의 역이다. 가도마 운전 면허 시험장의 근처역이다. 역 번호는 KH14이다.

## 역 구조
통과선 2개를 낀 상대식 승강장 2면 2선의 고가역이다. 개찰구와 대합실은 2층, 승강장은 3층에 있다. 개찰구는 1곳만 있다. 개찰 외에 편의점, 롯데리아, 도토루 커피가 있다.
2007년 12월, 상하행선 각 승강장과 대합실을 연결하는 엘리베이터 및 개표 전과 지상을 연결하는 엘리베이터는 총 3대가 설치되었다.

### 승강장
| 번호 | 노선          | 방향 | 행선                                               |
| ---- | ------------- | ---- | -------------------------------------------------- |
| 1    | ■ 게이한 본선 | 상행 | 가야시마・히라카타시・산조・데마치야나기 방면      |
| 2    | ■ 게이한 본선 | 하행 | 모리구치시・교바시・요도야바시・나카노시마 선 방면 |

- 두 승강장의 유효 길이는 8량이다. 1,2번 선의 사이에 통과선(A선)이 있다. 통과선의 승강장이 없어 복복선의 바깥쪽 2선(B선)에만 승강장이 있다.
- 접근 방송은 주요 역들처럼 세세한 내용으로 되어 있고 2008년 4월부터 승강장 번호 표시가 부여되었다.

## 이용 현황
| 연도별 1일 평균 하차 승차 인원 | 연도별 1일 평균 하차 승차 인원 | 연도별 1일 평균 하차 승차 인원 | 연도별 1일 평균 하차 승차 인원 |
| 연도                           | 특정일                         | 특정일                         |                                |
| 연도                           | 하차 인원                      | 승차 인원                      |                                |
| ------------------------------ | ------------------------------ | ------------------------------ | ------------------------------ |
| 1995년                         | 34,415                         | 17,107                         |                                |
| 1996년                         | -                              | -                              |                                |
| 1997년                         | -                              | -                              |                                |
| 1998년                         | 30,165                         | 15,413                         |                                |
| 1999년                         | -                              | -                              |                                |
| 2000년                         | 29,745                         | 14,938                         |                                |
| 2001년                         | -                              | -                              |                                |
| 2002년                         | 28,978                         | 14,542                         |                                |
| 2003년                         | 29,547                         | 14,799                         |                                |
| 2004년                         | 27,460                         | 13,755                         |                                |
| 2005년                         | 27,026                         | 13,437                         |                                |
| 2006년                         | 25,990                         | 12,967                         |                                |
| 2007년                         | 25,472                         | 12,805                         |                                |
| 2008년                         | 24,944                         | 12,446                         |                                |
| 2009년                         | 24,330                         | 12,089                         |                                |
| 2010년                         | 24,069                         | 12,078                         |                                |
| 2011년                         | 23,444                         | 11,748                         |                                |
| 2012년                         | 22,712                         | 11,376                         |                                |
| 2013년                         | 22,123                         | 11,078                         |                                |
| 2014년                         | 22,331                         | 11,208                         |                                |
| 2015년                         | 21,930                         | 11,006                         |                                |

## 역 주변
- 가도마 시청
- 가도마 우체국
- 가도마 후루카와바시 우체국
- 이온 후루카와바시 역점
- 타이거 보온병 본사
- 가도마 시립 제일 중학교
- 가도마 운전 면허 시험장 - 버스도 있지만 도보로 약 15분.
- LOUNGE & BOWL B-lax(라운지 & 볼 B-lax)
- 행복 혼도리 상점가
- 후루카와바시혼도리 상점가

## 사진

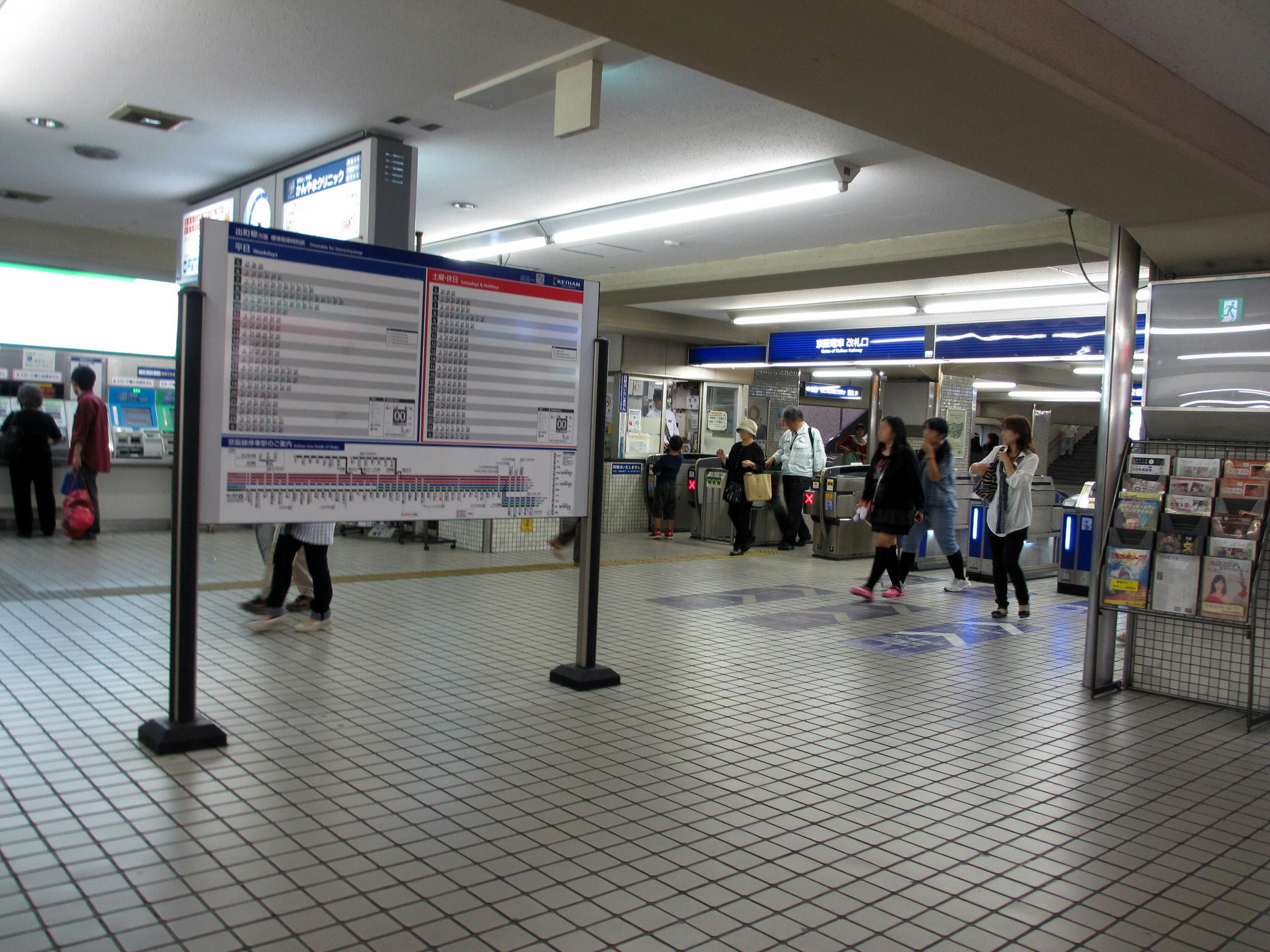
개찰구
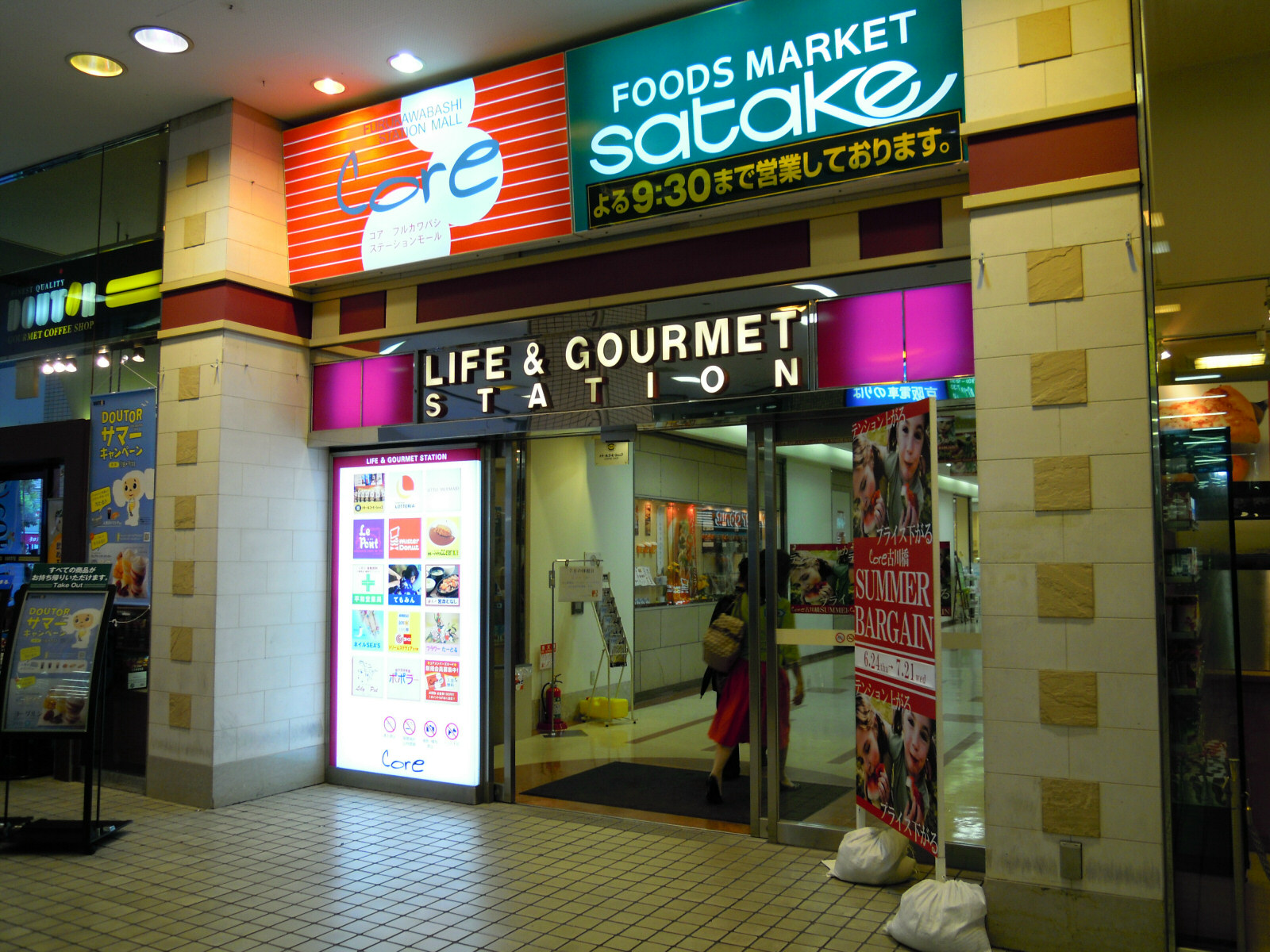
역과 직결되는 LOUNGE & BOWL B-lax
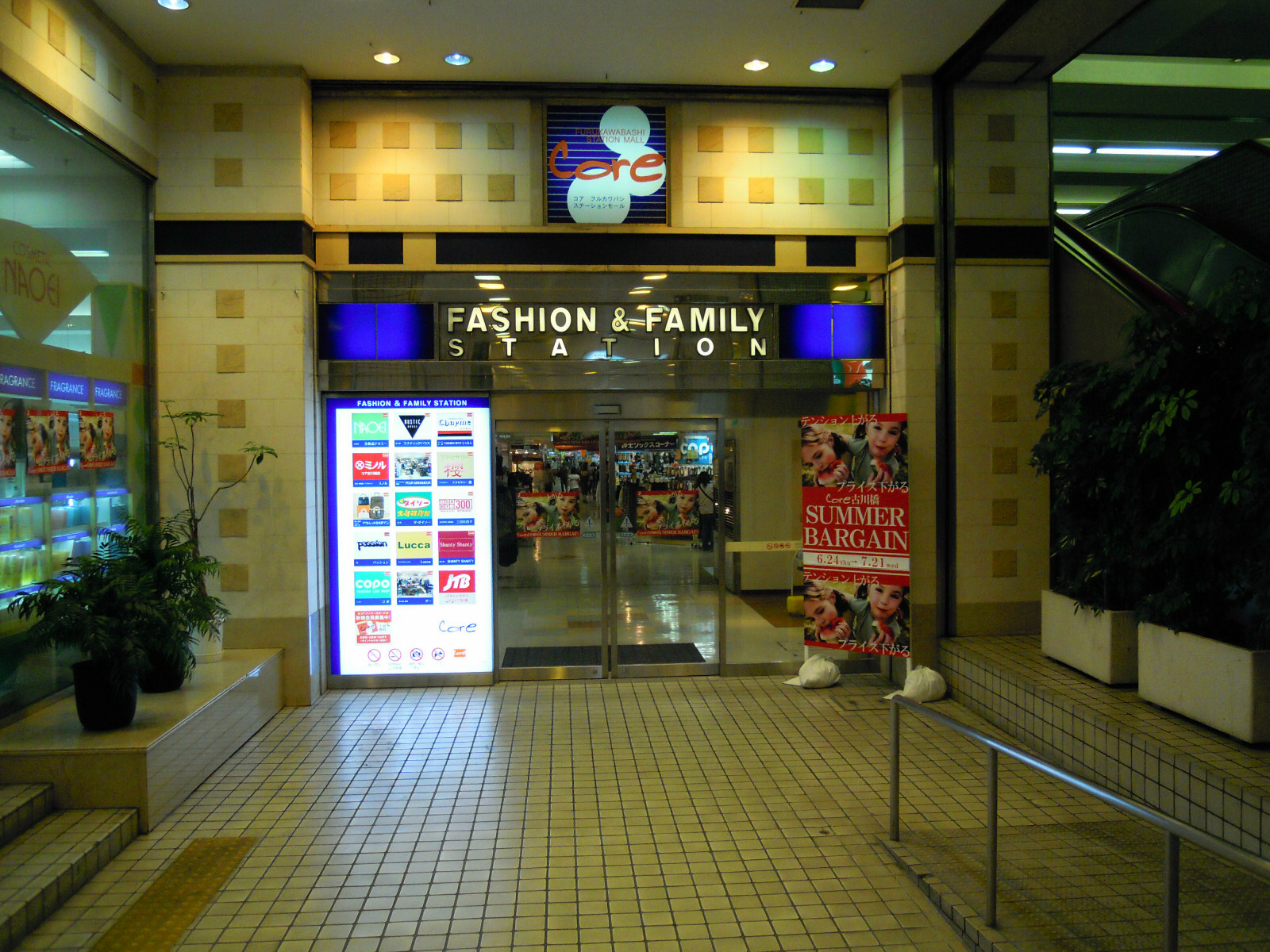
코어 후루카와바시

## 인접역
| 게이한 전기철도 ■ 게이한 본선 | 게이한 전기철도 ■ 게이한 본선 | 게이한 전기철도 ■ 게이한 본선  |
| ----------------------------- | ----------------------------- | ------------------------------ |
| KH13 가도마시 요도야바시 방면 | ■ 구간급행 ■ 보통             | 오와다 KH 15 데마치야나기 방면 |